# 流動資産担保融資保証制度
流動資産担保融資保証制度（りゅうどうしさんたんぽゆうしほしょうせいど）は2007年の中小企業信用保険法改正（平成19年6月1日法律第70号）によって創設された日本の制度。中小企業者が売掛先に対して保有している売掛債権及び棚卸資産（以下「流動資産」という）を担保として金融機関が融資を行う場合に、その債務を信用保証協会が保証することで、中小企業の資金繰りの円滑化・多様化を図ることを目的としている。略称は「ABL保証」。
従来より中小企業の資金調達は不動産担保に依存し、事業活動の中で生じる在庫・売掛債権などの流動資産は十分に活用されていない状況にあった。このため、中小企業の資金調達の多様化の観点から、流動資産を担保として中小企業が円滑に融資を受けられるために、信用保証協会による売掛債権担保融資保証制度を拡充し新たな保証制度として創設された。

## 概要
中小企業者が、事業活動から生じる流動資産を担保として金融機関から事業資金の借入を行う際に、金融機関を通じて信用保証協会に保証の申込みを行う。保証割合は、借入金額の8割(限度額2億円)であり部分保証（割合保証）と呼ばれる。中小企業者が借入金を返済できないときは信用保証協会が金融機関に貸付残高の8割を代位弁済するとともに、金融機関及び信用保証協会は流動資産から回収を行う。